# Álex Angulo
Alejandro Angulo León, conegut com a Álex Angulo, (Erandio, 12 d'abril de 1953 - Fuenmayor, 20 de juliol de 2014) va ser un actor basc de teatre, cinema i televisió. Va començar la seva carrera a principis dels anys setanta al teatre, formant part de la companyia Karraka de Bilbao, i va debutar al cinema el 1981 amb La fuga de Segovia d’Imanol Uribe. Va treballar amb directors com Álex de la Iglesia, Pedro Almodóvar, Icíar Bollaín i Enrique Urbizu, participant en films com El día de la bestia, Carne trémula i El laberinto del fauno. A la televisió, va obtenir gran popularitat amb la sèrie Periodistas i va participar en diverses produccions fins a 2013. Va ser nominat en tres ocasions als Premis Goya i va rebre premis com l’Ondas pel seu treball a El día de la bestia.

## Filmografia

### Llargmetratges
- La fuga de Segovia (1981), d'Imanol Uribe.
- El amor de ahora (1987), d'Ernesto Del Río.
- Tu novia está loca (1988), d'Enrique Urbizu.
- El anónimo... ¡vaya papelón! (1990), d'Alfonso Arandia.
- El rey pasmado (1991), d'Imanol Uribe.
- Todo por la pasta (1991), d'Enrique Urbizu.
- La mujer de tu vida 2: La mujer gafe (1992), d'Imanol Uribe.
- Acción mutante (1992), d'Álex de la Iglesia.
- Marbella antivicio (1994), d'Álex de la Iglesia.
- Los peores años de nuestra vida (1994), d'Emilio Martínez Lázaro.
- El día de la Bestia (1995), d'Álex de la Iglesia.
- Hola, ¿estás sola? (1995), d'Icíar Bollaín.
- Sálvate si puedes (1995), de Joaquín Trincado.
- Así en el cielo como en la tierra (1995), de José Luis Cuerda.
- Brujas (1995), d'Álvaro Fernández Armero.
- Calor... y celos (1996), de Javier Rebollo.
- Matías, juez de línea (1996), de Santiago Aguilar i Luis Guridi.
- Un solo de cello (1997), de Daniel Cebrián.
- Sólo se muere dos veces (1997), d'Esteban Ibarretxe.
- Dos por dos (1997), d'Eduardo Mencos.
- Carne trémula (1997), de Pedro Almodóvar.
- Grandes ocasiones (1998), de Felipe Vega.
- Los años bárbaros (1998), de Fernando Colomo.
- Sexo por compasión (1999), de Laura Mañá.
- Muertos de risa (1999), d'Álex de la Iglesia.
- A mi madre le gustan las mujeres (2002), de Daniela Fejerman i Inés París.
- Todo menos la chica (2002), de Jesús R. Delgado.
- No somos nadie (2002), de Jordi Mollà.
- Poniente (2002), de Chus Gutiérrez.
- El oro de Moscú (2003), de Jesús Bonilla.
- El coche de pedales (2004), de Ramón Barea.
- Isi/Disi. Amor a lo bestia (2004), de Chema de la Peña.
- Otros días vendrán (2005), d'Eduard Cortés.
- Bosque de sombras (2006), de Koldo Serra.
- El laberinto del fauno (2006), de Guillermo del Toro.
- Casual Day (2007), de Max Lemcke.
- La crisis carnívora (2008), de Pedro Rivero.
- Fuga de cerebros (2009), de Fernando González Molina.
- La casa de mi padre (2009), de Gorka Merchán.
- Imago Mortis (2009), de Stefano Bessoni.
- El gran Vázquez (2010), d'Óscar Aibar.
- Un mundo casi perfecto (2011), d'Esteban Ibarretxe i José Miguel Ibarretxe.
- Área de descanso (2011), de Michael Aguiló.
- Los muertos no se tocan, nene (2011), de José Luis García Sánchez.
- De tu ventana a la mía (2011), de Paula Ortiz Álvarez.
- Zipi y Zape y el club de la canica (2013), d'Oskar Santos.

### Curtmetratges
- Mirindas asesinas (1991), d'Álex de la Iglesia.
- Entretiempo (1992), de Santiago García de Leániz.
- Los amigos del muerto (1993), d'Icíar Bollaín.
- La leyenda de un hombre malo (1994), de Myriam Ballesteros.
- Lourdes de segunda mano (1995), de Chema de la Peña.
- La boutique del llanto (1995), d'Iñaki Peñafiel.
- Adiós Toby, adiós (1995), de Ramón Barea.
- Ya vienen los reyes (1996), de Luis Oliveros.
- Muerto de amor (1997), de Ramón Barea i José María Lara.
- Luis Soto (1997), d'Irene Arzuaga.
- Completo comfort (1997), de Juan Flahn.
- Lorca (1998), d'Iñaki Elizalde.
- Un mal viaje (2002), de Freddie Cheronne.
- Yo me adapto (2002), de Diego Lublinsk i Guido Lublinsky.
- Expreso nocturno (2003), d'Imanol Ortiz López.
- Dientes de leche (2004), de Claus Groten.
- Lo que el ojo no ve (2004), de José Braña.
- A falta de pan (2005), de Martín Rosete.
- El hueco de Tristán Boj (2008), de Paula Ortiz Álvarez.
- ¿Qué será de baby Grace? (2009), d'Armand Rovira.
- Enarmonía (2009), de David R. Losada.
- Desastre(s) (2010), d'Ivan Cortazar.
- La mujer del hatillo gris (2011), de Luis Trapiello.

### Televisió
- Bertan Zoro (13 episodis, 1991-1992)
- Los ladrones van a la oficina (1 episodi, 1993)
- Villarriba y Villabajo (1 episodi, 1994)
- Periodistas (98 episodis, 1998-2002)
- El tránsfuga (2003), de Jesús Font.
- 7 vidas (1 episodi, 2004)
- El comisario (2 episodi, 2004)
- Maneras de sobrevivir (1 episodi, 2005)
- Aquí no hay quien viva (5 episodis, 2005-2006)
- Tirando a dar (7 episodis, 2006)
- Los Serrano (1 episodi, 2007)
- Cuéntame cómo pasó (1 episodi, 2008)
- Amar en tiempos revueltos (2 episodis, 2009)
- Hermanos y detectives (19 episodis, 2007-2009)
- La princesa de Éboli (2 episodis, 2010), de Belén Macías.
- Tierra de lobos (1 episodi, 2010)
- 14 de abril. La República (12 episodis, 2011-¿?)
- El precio de la libertad (2011), d'Ana Murugarren.
- Toledo: Cruce de Destinos (13 episodis, 2012)
- La conspiración (2012), de Pedro Olea.
- Gran Reserva. El origen (2013), com a Eduardo Matute.

## Premis i nominacions

### Nominacions
- 1996: Goya al millor actor per El día de la bestia
- 2000: Goya al millor actor secundari per Muertos de risa
- 2011: Goya al millor actor secundari per El Gran Vázquez